# Großsteingrab Gieseritz
Das Großsteingrab Gieseritz war eine mögliche megalithische Grabanlage der jungsteinzeitlichen Tiefstichkeramikkultur bei Gieseritz, einem Ortsteil von Wallstawe im Altmarkkreis Salzwedel, Sachsen-Anhalt. Es wurde wohl spätestens im 19. Jahrhundert zerstört. Eine Beschreibung der Anlage liegt nicht vor, ihre mögliche Existenz ist nur durch die Bezeichnung „Steenhunen“ auf einem historischen Messtischblatt belegt.